# Cosma din Praga

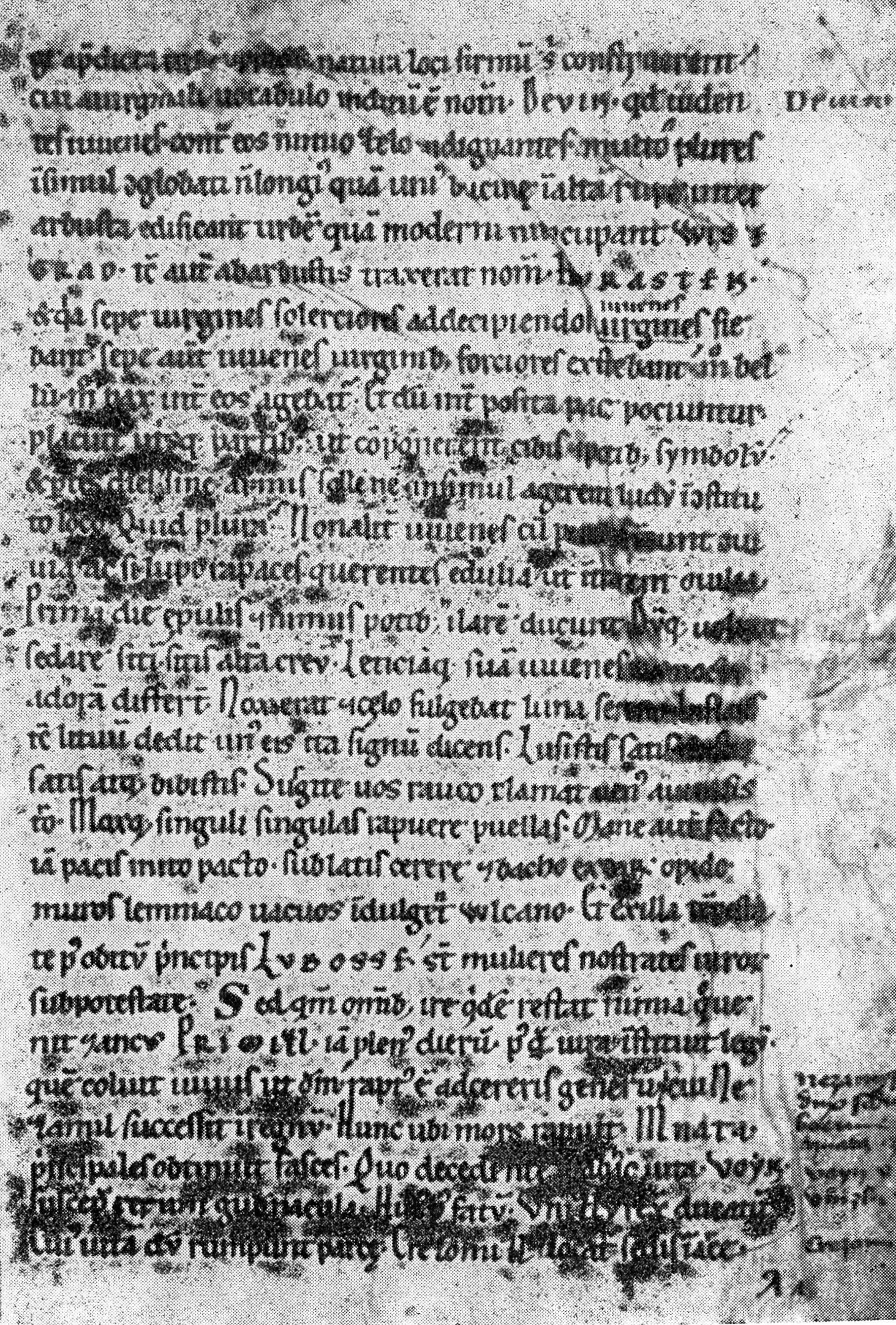
Chronica Boemorum (secolul al XII-lea) - în josul paginii se află numele celor șapte duci legendari, care i-au succedat lui Přemysl Plugarul.

Cosma din Praga (în cehă Kosmas Pražský; în latină Cosmas Decanus; n. 1045, Praga, Sfântul Imperiu Roman – d. 21 octombrie 1125, Praga, Sfântul Imperiu Romanc. 1045 – 21 octombrie 1125) a fost un preot, scriitor și istoric născut într-o familie nobilă din Boemia. Între anii 1075 și 1081 a studiat la Liège. După întoarcerea sa în Boemia, s-a căsătorit cu Božetěcha, cu care probabil că a avut un fiu. Arhiepiscopul Serafim de Essztergom l-a hirotonit preot. Acest fapt a fost posibil întrucât trăia separat de soția sa.  În 1086 Cosma a fost numit prebendar (canonicus) al Pragăi, o poziție de prestigiu. În calitate de prebendar a călătorit prin Europa cu misiuni oficiale.
Capodopera sa, scrisă în limba latină, este Chronica Boëmorum („Cronica Boemilor”). Chronica este împărțită în trei cărți:
- Prima carte, finalizată în 1119, începe cu crearea lumii și se termină în anul 1038. Ea descrie fondarea legendară a statului Boemia de către vechii boemi în jurul anului 600 (ducele Boemus, ducele Krok și cele trei fiice ale sale), ducesa Libuše și întemeierea dinastiei Přemyslid prin căsătoria ei cu Přemysl, războaiele sângeroase din vechime, ducele Bořivoj și introducerea creștinismului în Boemia, Sfântul Venceslau și bunica lui, Sfânta Ludmila, domnia celor trei duci cu numele de Boleslau, viața Sfântului Adalbert și războaiele sângeroase de după anul 1000.
- Cea de-a doua carte descrie istoria Boemiei între anii 1038-1092. Cartea începe cu faptele eroice ale ducelui Břetislau, cunoscut sub numele de „Ahile al Boemiei”, de exemplu, cu victoria sa asupra Poloniei. Chronica prezintă, de asemenea, domnia îndelungată și glorioasă a regelui Vratislau, care a fost cunoscut ca un conducător puternic, dar și ca un om curajos și generos. Există, de asemenea, o reflecție asupra războaielor sale purtate în Italia; această carte se încheie cu moartea lui Vratislau.
- Cea de-a treia carte (1092-1125) începe cu o descriere a perioadei de instabilitate și de războaie civile sângeroase după moartea lui Vratislau între anii 1092 și 1109. Chronica se încheie cu domnia lui Vladislav (1109-1125). În același an, 1125, Cosma a murit.